# Antonio Benedetti
Pour les articles homonymes, voir Benedetti.
Antonio Benedetti (né le 9 mars 1715 à Fermo, dans l'actuelle région des Marches, alors dans les États pontificaux et mort en 1788 dans la même ville) est un Jésuite et érudit italien du XVIIIe siècle.

## Biographie
Né le 9 mars 1715, dans une famille noble de Fermo, Antonio Benedetti entre dans l’ordre en 1735, et prononce ses vœux en 1749. Il professe, pendant plusieurs années, la rhétorique dans le Collège romain. Le désir de faire entrer les meilleures comédies de Plaute dans l'éducation de la jeunesse l'engage à vouloir publier quatre, purgées de ce qui pouvait les rendre dangereuses pour les mœurs, et accompagnées de notes explicatives : la première des quatre parait sous ce titre : Marci Plauti Aulularia emendatius edita et commentariis illustrata, etc., Rome, 1754, in-8° ; mais, soit que cet essai n’eût point réussi, soit pour tout autre motif, il ne publie point les trois autres. 
Après la suppression de la Compagnie de Jésus, Antonio Benedetti se retire dans sa patrie. Il possédait un cabinet très-riche d’antiquités et de médailles ; il choisit les plus belles médailles grecques encore inédites, y en ajoute plusieurs tirées des cabinets de quelques-uns de ses amis, les explique par de savantes notes, y joint celles de l’abbé Gaspare Luigi Oderico, noble génois qui avait, comme lui, été Jésuite, et donne au public un volume estimé des antiquaires, intitulé : Numismata græca non ante vulgata, quæ Antonius Benedictus e suo maxime et ex amicorum museis selegit, etc., Rome, 1777. 
Antonio Benedetti meurt à Fermo, en 1788, à l'âge de 73 ans.